# Вязовница
 Вязовни́ца (бел. Вязаўніца) — агрогородок в составе Липенского сельсовета Осиповичского района Могилёвской области Белоруссии.

## Этимология
В основе названия лежит термин «вязь», обозначавший топкое, грязное место.

## Географическое положение
Расположена на правом берегу реки Ботча в 21 км на северо-восток от Осиповичей, в 21 км от ж/д станции Осиповичи и в 148 км от Могилёва. Находится на автодороге Осиповичи — Свислочь Р72.
Линейную планировку, разработанную Белгипросельстроем в 1965 году, составляют расположенные вдоль просёлочной дороги дома преимущественно деревянной застройки. При этом общественным центром деревни является застроенная общественными зданиями площадь при въезде в Вязовницу со стороны деревни Малиновка.

## История
Как селение Великого княжества Литовского известная с XVI века, Вязовница упоминается в 1594 году в составе частновладельческого имения Житин Минского повета Минского воеводства ВКЛ с 28 жителями мужского пола. В 1640 году упоминается уже село и имение. В составе Российской империи Вязовница оказалась после второго раздела Речи Посполитой в 1793 году. В 1883 году уже упоминается в составе Погорельской волости Игуменского уезда. В ней в то же время имелись хлебный магазин, сукновальня и мельница с двумя поставами. В переписи 1897 года упомянуты 423 жителя и 75 дворов. В 1907 году в Вязовнице насчитывалось уже 439 жителей, 86 дворов, а в составе имения — 1 двор, 55 жителей, в колонии же — 1 двор с 32 жителями. В 1917 году деревня насчитывала уже 557 жителей и 96 дворов, имение — 57 жителей, а колония же — 6 дворов с 20 жителями. С февраля по ноябрь 1918 года Вязовница была оккупирована германскими войсками, с августа 1919 по июль 1920 года — польскими. В колхоз местные жители вступили в 1930-е годы.
Во время Великой Отечественной войны Вязовница была оккупирована немецко-фашистскими войсками с конца июня 1941 года по 29 июня 1944 года. Сама деревня была сожжена оккупантами. На фронте и в партизанской деятельности погиб 41 житель.
Имеются ФАП, АТС, отделение связи, Дом культуры, столовая, 3 магазина, приёмный пункт бытового обслуживания населения.
В 1884 году в деревне была открыта школа, в которой в 1890 году обучалось 18 учеников, в 1924 году — 40 учеников обоего пола. В 1928 году школе, в которой уже имелась библиотека, было отдано новое здание. Сейчас действуют базовая школа с библиотекой и детский сад.
Уроженцем деревни Вязовницы является советский лётчик, Герой Советского Союза Евгений Михайлович Стельмах.

## Население
- 1594 год — 28 человек[1]
- 1897 год — 423 человека, 75 дворов[1]
- 1907 год — 439 человек, 86 дворов[1]
- 1917 год — 557 человек, 96 дворов[1]
- 1926 год — 510 человек, 88 дворов[1]
- 1959 год — 494 человека[1]
- 1970 год — 405 человек[1]
- 1986 год — 300 человек, 121 хозяйство[1]
- 2002 год — 410 человек, 146 хозяйств[1]
- 2007 год — 387 человек, 147 хозяйств[1]

## Комментарии
1. ↑  Название и ударение даны по: Назвы населеных пунктаў Рэспублікі Беларусь: Магілёўская вобласць: нарматыўны даведнік / І. А. Гапоненка і інш.; пад рэд. В. П. Лемцюговай. — Минск: Тэхналогія, 2007. — С. 65. — 406 с. — ISBN 978-985-458-159-0..